# Serhí Kuixniriük
Serhí Kuixniriük   (Vytylivka, 15 de març de 1956) és un ex-jugador d'handbol ucraïnès que va competir sota bandera soviètica durant les dècades de 1970 i 1980.
El 1976 va prendre part en els Jocs Olímpics de Mont-real, on guanyà la medalla d'or en la competició d'handbol. Quatre anys més tard, als Jocs de Moscou, guanyà la medalla de plata en la mateixa competició.
En el seu palmarès també destaquen dues medalles al Campionat del món d'handbol, de plata el 1978 i d'or el 1982. Amb la selecció soviètica jugà un total de 249 partits en què marcà 294 gols. A nivell de clubs jugà al ZTR Zaporizhia i al CSKA de Moscou. Destaquen les lligues soviètiques de 1970 i 1980 amb el CSKA i la Copa EHF de 1983 amb el Zaporizhia.
A partir de 1984, quan es retirà, passà a exercir d'entrenador en diferents equips.